# Garibaldi (Oregón)
Garibaldi es una ciudad ubicada en el condado de Tillamook en el estado estadounidense de Oregón. En el año 2007 tenía una población de 895 habitantes y una densidad poblacional de 357.8 personas por km².

## Geografía
Garibaldi se encuentra ubicada en las coordenadas 45°33′37″N 123°54′41″O / 45.56028, -123.91139.

## Demografía
Según la Oficina del Censo en 2000 los ingresos medios por hogar en la localidad eran de $28,945 y los ingresos medios por familia eran $37,266. Los hombres tenían unos ingresos medios de $30,938 frente a los $23,359 para las mujeres. La renta per cápita para la localidad era de $18,075. Alrededor del 11.6% de la población estaban por debajo del umbral de pobreza.

## Cultura Popular
En el videojuego Episódico del 2015 Life Is Strange Arcadia Bay está inspirada con Garibaldi teniendo en cuenta que en ese lugar está el famoso faro de Arcadia Bay mientras que en Garibaldi no existe.